# NordLayer
NordLayer, anteriormente conocido como NordVPN Teams, es un servicio de seguridad de acceso a redes con aplicaciones para Microsoft Windows, macOS, Linux, Android e iOS y extensión de navegador. El software se comercializa como una herramienta de privacidad y seguridad que permite la implementación de redes de confianza cero (ZTNA), puerta de enlace web segura (SWG) y firewall como servicio (FWaaS) en entornos de nube híbridos y multinube.
Está desarrollado por Nord Security (Nordsec Ltd.), una empresa que crea software de ciberseguridad, y contó inicialmente con el apoyo de la aceleradora de startups lituana y la incubadora de empresas Tesonet.

## Historia
NordLayer se fundó en 2019 como NordVPN Teams como filial de NordSecurity, una empresa tecnológica que desarrolla y proporciona servicios de red privada virtual (VPN), como NordVPN y SurfShark.
En octubre de 2020, NordVPN Teams se trasladó a los Estados Unidos como parte de una iniciativa de mayor envergadura para expandir sus operaciones y servir mejor a sus clientes empresariales. Sin embargo, Nordlayer se comprometió a mantener su estructura corporativa panameña, lo que le permite permanecer fuera de la jurisdicción de la alianza de inteligencia de los Catorce Ojos, que incluye a Estados Unidos, Reino Unido, Australia, Canadá y otros países.
En septiembre de 2021, NordVPN Teams pasó a llamarse NordLayer. Con la transición se introdujeron funciones avanzadas de control de acceso a la red, lo que situó a NordLayer en el marco más amplio del perímetro de servicio de acceso seguro (SASE).